# 洛杉磯天使
洛杉磯天使，是美國職棒大聯盟中，隸屬於美國聯盟的棒球隊伍之一。主場位於加利福尼亞州橘郡的安那罕（屬「大洛杉磯地區」，也是迪士尼樂園所在地）。在美國聯盟的分區中，屬於美國聯盟西區。

## 歷史

### 前奏曲：美國聯盟進軍天使之城
美國聯盟在天使成立之前已經多次討論過把一支現存的球隊遷移至洛杉磯地區，例如西元1940年時聖路易布朗的老闆就曾經詢問過當時美聯其他球團的經營者是否可以把球隊搬到洛杉磯去，不過最後被拒絕了。聖路易布朗並未死心，隔年他們又再次提出相同的計畫，希望在1942年時可以把主場搬到洛杉磯市，他們甚至把以洛杉磯為主場的賽程表都訂好了，而且這次也獲得了美聯各球團的同意。但是天有不測風雲，1941年日軍偷襲珍珠港，這使得所有在美國西岸的職業運動都隨之停擺。到了戰後的1953年，美聯原本又打算在1954年球季時把聖路易布朗隊遷到洛杉磯，結果這一次是布朗隊的老闆出售球隊，先一步被移到巴爾的摩並改名為金鶯。接著，洛杉磯市政府又和當時的華盛頓參議員談過搬家的計畫，也曾經流傳過費城運動家在1955年搬到堪薩斯市。事實上只是做為他們前進洛城的中繼站而已。
這樣一拖再拖的結局就是被國家聯盟捷足先登。來自紐約的布魯克林道奇成了第一支進駐洛杉磯的大聯盟球隊。道奇的老闆华特·歐馬利（Walter O'Malley）在1957年時從芝加哥小熊的老闆菲爾·萊格利（Phil Wrigley）手中買下當時隸屬於太平洋海岸聯盟（Pacific Coast League）的洛杉磯天使。根據當時的協議，歐馬利有權利在洛杉磯地區經營大聯盟球隊。隔年他就依照這個規定從東岸把道奇搬到洛杉磯來。在當時的環境下，美聯可能就會放棄洛杉磯的市場。但是兩聯盟為了防止正在籌畫中的大陸聯盟（Continental League）變成競爭對手，1960年他們決定對兩聯盟的球隊數量進行擴編，在美聯與國聯各增加一支新的球隊。儘管原本兩聯盟的協議是在沒有任何大聯盟的都市新增球隊，但是這個協議很快就被打破了，國家聯盟把他們新成立的第十支球隊放在紐約，名為紐約大都會隊。而美國聯盟也不是省油的燈，他們也很快就決定把擴編的隊伍放在洛杉磯市，而且從1961年正式加入美聯賽事。

### 洛城經典重現江湖

#### 球隊的創始者
曾經以牛仔（Cowboy）形象走紅全美的電影明星，同時也是鄉村音樂歌手和電視廣播集團老闆的傳奇人物（Gene Autry）在1960年時也參加了在聖路易舉辦的大聯盟擴編會議。奧崔此行的目的是標下洛杉磯擴編球隊的比賽轉播權。原本大聯盟名人堂球員漢克·葛林伯格（Hank Greenberg）和比爾·維克（Bill Veeck）的搭檔看起來最有希望成為新球隊的老闆，不過歐馬利不希望和維克在洛杉磯市場競爭，也害怕看到自己在南加州地區的寡占局面被打破，所以他拒絕了葛林伯格和維克的組合。另外兩組競爭者分別是來自芝加哥的保險業者，以及後來奧克蘭運動家隊的老闆查理·芬利（Charlie Finley），但是他們也都失敗了。最後美國聯盟遊說奧崔加入這場競標，事實上原本奧崔手上就握有少部分隸屬於太平洋海岸聯盟的好萊塢星辰（Hollywood Stars）的股份，這支球隊過去是舊洛杉磯天使的死對頭。奧崔最後同意了美國聯盟的邀請，買下了這支新成立的球隊。

#### 隊名的由來
奧崔以天使替新球隊命名。事實上這個名字從1892年就有洛杉磯當地的棒球隊在使用，最早是屬於加利福尼亞聯盟（California League）的洛杉磯天使。而英文裡的The Angels翻譯成西班牙文就成了Los Angeles，因此用天使作為隊名是再自然也不過的事情。同樣使用天使的洛杉磯職業棒球隊還有從1903年就一直以洛杉磯為根據地的洛杉磯天使，這隻球隊則是屬於太平洋海岸聯盟，而且長期以來一直維持著優異的戰績。雖然歐馬利在買下這支太平洋海岸聯盟的天使隊後，把它遷到華盛頓州的斯波坎（Spokane）以便讓道奇隊獨大，但是他手上仍然擁有Angels的命名權。於是奧崔花了三十萬美金把這個名字買了下來。

### 1960年代：在美國聯盟的起步

#### 顛沛流離
在大部分的時候，天使隊都是支在強大敵人環伺之下苦戰的球隊，無論是球場上或銷售市場上皆然。不過他們還是偶有佳作，例如1961年的第一個球季，天使隊以70勝91敗、四成三五的勝率成為歷來勝率最高的擴編球隊，至今無人能破。而且他們比同一時期成立的華盛頓參議員（即現在的德州遊騎兵）還多贏九場，比老牌勁旅堪薩斯城運動家也多贏九場。第一年的天使是支名副其實的雜牌軍，他們最受歡迎的明星是從PCL時代就已經是天使隊看板球星的大塊頭一壘手Steve Bilko。另外一個深受球迷歡迎的明星球員是個袖珍型的中外野手、在El Monte土生土長的中外野手Albie Pearson。天使隊在南洛杉磯的第一個球季就在差強人意的情況下結束了。
1962年，天使和歐馬利達成協議後，把主場移到道奇球場，也就是俗稱的查維斯山谷球場。那一年的天使很令人驚奇地在大部分的正規賽季都是美國聯盟冠軍的強力競爭者，在七月四日的時候他們還一度高居美聯戰績榜首。不過很可惜地，到了球季結束時他們只以第三名作收，落後給第二十七度封王的紐約洋基隊十場勝差。1962年的五月五日，常和好萊塢女星過從甚密而聞名的投手Bo Belinsky在道奇球場對金鶯的比賽中投出隊史第一場無安打比賽，率隊以五比零獲勝（Belinsky雖然成長於猶太教的家庭，但是後來成了重新受洗的基督教徒和諮商老師，而且以常常對迷途的人提出生涯的忠告成為他的註冊商標）。
1964年，天使再一次的在分區以第五名作收，不過先發投手狄恩·錢斯（Dean Chance）勇奪隊史首座美聯賽揚獎。與此同時，天使隊需要一座新主場的呼聲也越來越高。輿論認為天使隊如果老是寄人籬下，那麼永遠也不可能發展出屬於自己的球迷基礎。此外，歐馬利打算把場租與其他的支援漲價約50%，即使天使當時的觀眾人數只比道奇的一半稍微多一點也一樣。

#### 生根茁壯
奧崔為了走出寄人籬下的困境而四處尋找合適的地點來興建天使的主場，他最初的選擇是長灘（Long Beach）市政府提供的空地，不過長灘市的條件是球隊必須改名成長灘天使，奧崔無法接受這個條件而宣告破局。後來他和橘郡（Orange County）的一個衛星都市安那罕(Anaheim)達成合作的共識，於是名為安那罕球場（後來也常常被南加州居民暱稱為Big-A）的天使新主場便開始動工了。天使隊在1966年遷移到屬於他們的新球場。在1965年10月2日，天使官方下了一個重大的決定，他們在遷移到新主場前，把球隊前面的屬地由洛杉磯改成整個加州，於是這支球隊的正式名稱就變成了加州天使。在大聯盟史上，天使是繼明尼蘇達雙城後第二個以一整個州為根據地的球隊。當時加州有三支大聯盟球隊，不過只有天使在美國聯盟。（雖然1968年時運動家從堪薩斯市搬到奧克蘭，天使隊到了1996年才更改根據地的名稱。）
1967年，是天使在安那罕的第二個球季，這一年天使加入了美國聯盟冠軍錦旗的競爭行列，對手有芝加哥白襪、底特律老虎、明尼蘇達雙城，以及最有冠軍相的波士頓紅襪。這一次天使撐到八月下旬時就欲振乏力，不過在季末還是扮演了稱職的攪局者，在最後一場比賽於客場打敗了底特律老虎，也幫助紅襪登上暌違21年之久的美聯冠軍寶座。
1970年球季，天使在美聯西區拿下第三名，而艾力克斯·強森（Alex Johnson）則是榮獲美聯打擊王的頭銜，這也是天使隊史至今唯一的一個打擊王。在這個時期其他值得一提的天使球員還有投手肯·馬克白（Ken McBride）、游擊手（Jim Fregosi），外野手艾比·皮爾森（Albie Pearson）和雷昂·華格納（Leon Wagner），以及捕手巴克·羅傑斯（Buck Rodgers）。後來佛格西和羅傑斯都曾經擔任過天使的總教頭。

### 1970年代：諾蘭·萊恩的崛起和首次打入季後賽

#### 特快車萊恩
在整個七零年代，天使球迷們常常得忍受不怎麼理想的球隊戰績，不過他們也享受了偉大的速球王諾蘭·萊恩帶給他們的勝利喜悅、四場無安打比賽，以及一卡車的投手奪三振紀錄，例如至今無人能破的1973年單季383次三振。萊恩是天使利用佛格西和大都會交易而來的，當時的萊恩在1969年封王的大都會中只是名中繼投手。萊恩驚人的球速替他博得了「特快車萊恩」（Ryan Express）的外號，這個外號的由來是1965年法蘭克·辛納屈(Frank Sinatra)主演的電影「大逃亡」（Von Ryan's Express）。當時萊恩和隊上的另外一名投手法蘭克·塔納納（Frank Tanana）因為威力驚人，所以球迷打趣地說：「Tanana, Ryan and Two Days of Cryin」（碰上塔納納和萊恩，對手連哭兩天），這句話其實是改編自球迷稱讚1940年波士頓勇士隊（Boston Braves）的兩名強投華倫·史潘和強尼·聖（Johnny Sain）的順口溜：「Spahn, Sain and Two Days of Rain」（史潘和聖讓對手心裡連下兩天的雨）。
諷刺的是，天使的七零年代居然是以讓萊恩變成自由球員作尾聲。這個決定來自於當時的球團總經理巴茲·巴瓦西（Buzzie Bavasi），巴瓦西認為萊恩1979年球季16勝14敗的成績其實可以找兩個8勝7敗的投手來取代，而萊恩在巴瓦西擔任天使總經理期間的成績是26勝27敗。

#### 季後賽初次亮相
天使到了1979年，成軍18年後，終於在1972年被交易到紐約大都會的前任游擊手佛格西領軍下勇奪美國聯盟西區的王座，打進隊史首次季後賽。天使當年陣中的強打唐·貝勒（Don Baylor）成為美聯史上第一個拿下最有價值球員MVP的指定打擊（DH）。這支球隊裡其他護駕有功的球員多半是野手，包括伯特·坎帕尼斯（Bert Campaneris）、羅·卡魯（Rod Carew）、丹·福特（Dan Ford），以及巴比·格里區（Bobby Grich）。然而，天使不幸在五戰三勝制的美聯冠軍戰中，以一勝三負的成績敗給厄爾·威佛（Earl Weaver）帶領的巴爾的摩金鶯，唯一一場比賽的勝利是系列賽的第三場比賽中，天使在第九局下半連得兩分以4:3逆轉勝才拿下的。

### 1980年代：十年挫敗

#### 貴客臨門
1979年，是天使最後一次在「舊的」Big-A的球季。該年季後，美式足球洛杉磯公羊隊同意搬到安那罕，同時把主場座位擴充到65000人之多。為了歡迎這個客人，天使球場徹頭徹尾地大整修了一番，把看台增加了三層。不過在整個八零年代，天使隊如同其他很多使用多功能主場的球隊一樣，深受主場容量過大之苦。

#### 一場之遙
天使在1982年季後賽幾乎要殺進世界大賽，這一年天使隊的打線裡有曾經待過紐約洋基以及奧克蘭運動家的巨星瑞吉·傑克森（Reggie Jackson），而1979年在美聯西區奪冠的班底也多半還在陣中。在拿下美聯西區冠軍後，天使在和東區冠軍密爾瓦基釀酒人的美聯冠軍系列戰中先拿下兩場勝利，但是之後卻連敗三場，也輸掉了隊史第一座美聯冠軍。史提夫·畢雪夫（Steve Bisheff）在他所著的「天使休息區裡的故事」（Tales from the Angels Dugout）中寫道：「從來沒有一支球隊在五戰三勝制的比賽中能從0-2的劣勢中逆轉獲勝，當然，也從來沒有一支球隊像天使一樣出了這種大糗。」（當時擁有主場優勢的球隊是先到客場打兩場後才回家打剩下三場比賽，這種比賽安排的方式到了1984年球季後才改成現在的樣子，而在接下來的幾年，和天使一樣甚或是更慘的事情，在其他隊身上不斷發生。）

#### 一球之遙
1986年，天使再次進入了美國聯盟冠軍系列賽。這個球季貝勒離開了天使，不過天使陣中多了兩名生力軍：86年球季新人王票選拿下第二名的Wally Joyner以及投手Chuck Finley。這支美聯西區冠軍隊仍然如同1982年一樣，是由老教頭Gene Mauch所帶領。
天使這次在美聯冠軍戰中碰上波士頓紅襪（Boston Redsox），在七戰四勝制的系列賽中天使先聲奪人地取得了3-1的聽牌優勢，第五場比賽也一路領先，比數5:2進入第九局上半，很快地兩人出局，天使隊只要再拿到一個出局數就可以如願以償進入世界大賽。在這場比賽中，曾經投出過完全比賽的先發投手麥克·惠特（Mike Witt）只被敲出一支兩分全壘打。接手的Gary Lucas在對Red Gedman投出的第一球就是個觸身球，迫使天使隊派出終結者唐尼·摩爾登場救援，此時地比數已經被紅襪追成5:4。摩爾錯失了兩次結束這次比賽的機會，在兩好球兩壞球兩人出局的情況下，被紅襪隊的打者戴夫·亨德森（Dave Henderson）敲出一支兩分全壘打，比數反倒成了6:5。雖然天使九局下半扳平比數，但是延長到了第十一局後，仍然以6:7輸球，之後兩場比賽也全輸，痛失1986年世界大賽門票。

#### 餘波盪漾
這場比賽讓天使球迷把不滿的情緒通通發洩在摩爾身上，而最傷心的又莫過於摩爾本人。這一球在摩爾後來選擇舉槍自戕之前讓他夜夜難以成眠，他說他完全無法從那悲慘的一刻中解脫。這是天使隊史上最著名的悲劇，各種關於天使受到詛咒的流言不脛而走，之前也曾經發生過備受好評的新人Lyman Bostock在1978年於印第安納州訪友時遭人射殺的命案。1986年之後，天使足足有16年的時間無法打進季後賽。這段期間內運動家一一一在1989年靠著荷西·坎塞柯以及「天下第一棒」瑞奇·韓德森的帶領之下輕鬆稱霸美聯西區，而且在遭受舊金山大地震的陰影下勇奪世界大賽冠軍。

### 1990年代：新瓶裝舊酒

#### 一九九五大崩盤
九零年代的大部分時候，天使都在五成勝率以下打轉。一手創立天使的奧崔此時已是風燭殘年的老人，而球隊大部分的決策出自小奧崔二十歲的妻子潔姬（Jackie Autry）之手，小部份則是來自持有少量股票的迪士尼。
1995年，天使遭到隊史上最大也最難堪的大崩盤。在八月之前天使還領先十一場比賽，不過在這時候天使卻失去了陣中的靈魂人物-游擊手蓋瑞·迪沙希納（Gary DiSarcina），最後被同區的西雅圖水手隊追上，在球季最後一天和水手戰成平手，需要加賽一場以決定美聯西區冠軍誰屬。水手在總教練盧·皮涅拉以及明星投手藍迪·強森帶領下，在加賽中以9:1打敗了天使，拿下屬於他們的第一個分區冠軍頭銜。

#### 牛仔的詛咒
天使長期以來在爭冠的關鍵時刻中慘敗，例如1982、1986的美聯冠軍賽、1995年的美聯西區加賽，還有如波斯塔克在1978年遭人謀殺，以及後來摩爾自殺的悲劇，讓人覺得天使似乎是被「詛咒」了。雖然看起來那些不好的事情都並非真正起於單一的原因，也看不出「棒球之神」有對誰伸出神秘的手，但依舊有很多人繪聲繪影地流傳著這個詛咒和天使老闆奧崔的牛仔形象有關。不過這種謠言並沒有持續太久，一來是奧崔長期以來建立的公眾形象深植人心，再者奧崔家族將球隊出售後，天使隊在季後賽終於獲得了勝利。
不過在某些地方，關於天使被詛咒的事情還有另外一種版本流傳著。在2002年天使奪得第一個世界大賽冠軍之前，有些人認為天使遲遲無法獲得成功的原因是他們的主場Big-A，是故意選擇蓋在印地安人的墓地上（這種說法連安納罕當地的歷史學家都無法確認或否定）。
「真煩，每次到了春訓時，人們就開始說些有的沒有的。有一天我們站在外野草坪，然後聽著人們活靈活現說著關於這球場被詛咒的事情，因為這座球場下方是印地安人的墓地。我覺得我們應該找個能驅魔的大法師或是基督教的牧師來作法鎮邪，我的意思是，我不想站在印地安人的墳墓上啊！」
--班·韋伯，前天使投手，發表於2002年。

#### 迪士尼效應
雖然华特·迪士尼公司在1999年之前並未正式掌控天使的經營權，但是偶而還是能做出一些對球隊有影響的舉動，而在奧崔於1998年逝世之後，他們的影響力更是與日俱增。事實上迪士尼在1996年之後就主宰著天使的營運，當時他們聘請了東尼·塔瓦瑞茲（Tony Tavares）擔任球隊的總裁。雖然塔瓦瑞茲最後離職，但是在任內他起用了比爾·史東曼（Bill Stoneman）接掌球團總經理。在史東曼的運籌帷幄下，天使奪得了隊史第一座世界冠軍的獎盃。
當然，迪士尼是橘郡經濟發展和人口成長的重要催化劑之一，特別是1955年他們在安納罕開了第一座的迪士尼樂園（Disneyland）。华特·迪士尼(Walter Disney)在1960年就接受奧崔的邀請進入天使球團的董事會名單中，直到他1966年過世為止。华特·迪士尼也是天使遷移到橘郡的幕後推手之一。迪士尼旗下的電影公司也在1994年製作了一部以天使隊為背景的電影：魔幻大聯盟（Angels in the Outfield）。

#### 球場縮小
在1995年的大崩盤之後，國家美式足球聯盟洛杉磯公羊隊搬到聖路易去，成了聖路易公羊，而公羊隊離開安納罕的理由是球場的狀況越來越糟。天使隊的管理階層也認為球場年久失修，暗示球隊可能因此離開南加州。
1997年時，天使球團和安納罕市政府之間針對天使球場翻新的工程進行協商，結論是天使球場必須減少觀眾席的數量，而且重新定義為棒球專用的場地，而天使必須出讓球場的命名權以換取官方的支持。新球場的名稱必須能包含安納罕的特色，於是安納罕球場就更名為「安納罕的愛迪生國際球場」，大部分時間都簡稱「愛迪生球場」，而體育主播通常會稱呼這座翻新後的球場「Big-Ed」。不過有些主播，特別是加州KMPC的彼特·阿波蓋斯特（Pete Arbogast）還是習慣用老名字稱呼。

#### 隊名變更
和球場翻新有關的另外一項協議是球隊的名稱必須包含安那罕在內。當時迪士尼的管理階層正在著手改建年代久遠的迪士尼樂園，迪士尼希望能把安那罕的市場定位成一個完整的娛樂都市，如同他們在佛州奧蘭多的迪士尼世界（Walt Disney World）一樣。因此，天使的屬地名稱又做了改變，這次變成了安那罕天使（Anaheim Angels）。不過有些球迷反對把屬地改成安那罕，他們所持的理由是安那罕的代表性不足，不過這些抗議行動最終都以失敗收場。
其實在天使以整個加州為根據地的三十一年間，他們從來沒有在主場制服直接寫上加州相關的字眼。只有某幾年球季，球隊的隊徽上有加州的地圖。既然加利福尼亞天使根本沒有辦法達到吃下整個加州市場的目的，天使球團的高層於是改弦更張，把行銷對象改成橘郡，打造天使為橘郡的球隊。所以，1997年的更名案等於是直接否定了1966年時所制定的行銷策略。
天使隊的制服也在1997年時有了變動，原本球迷熟悉的A-N-G-E-L-S字樣被迪士尼工作室所設計的圖案所取代，只留下開頭的A字以及兩片加大的天使翅膀，放在條紋狀的制服上。這件制服成了宇宙級的笑柄，ESPN的克里斯·柏曼（Chris Berman）說這件制服像是啤酒肚慢速壘球聯盟的球員才會穿的。很多天使球迷更是把這件制服形容成「玉蜀黍螺的外殼」一樣可笑。

### 新世紀：新瓶裝新酒

#### 世界冠軍
時間來到了2002年，天使脫下了那套莫名其妙的條紋制服，換上了跟從前類似的新制服，不過這次的制服變成以紅色為主軸，搭配一些些的海軍藍。很明顯地，天使的客場制服上繡著安納罕，這是1965年後天使隊首次在制服上宣告自己的屬地。
在2002年球季之前，大部分球評都認為天使會以第三名的成績在僅有四支球隊的美聯西區作收。這時候天使的總教頭已經換上曾是道奇明星捕手的麥克·梭夏，而梭夏居然帶領天使在6勝14敗的開季後，以99勝的戰績拿下美聯季後賽的外卡資格。在美聯分區系列賽中，天使以3-1痛擊紐約洋基，再以4-1打敗明尼蘇達雙城勇奪隊史上第一個美國聯盟冠軍獎盃。
2002年的世界大賽，天使碰上了超級巨砲貝瑞·邦茲壓陣的舊金山巨人隊，這個系列賽也成了歷來砲火最為猛烈的世界大賽。巨人隊在世界大賽第一場比賽以4:3獲勝，但是天使隨後以11:10和10:4拿下二三場比賽的勝利。第四和第五場比賽巨人投打皆優，分別以4:3和16:4取勝。而整個系列的關鍵就在第六場比賽。很多人認為這可能是世界大賽史上最了不起的一戰，天使隊在0:5落後，而且只剩八個出局數就會把王座拱手讓人的極端劣勢下，在七八兩局各得三分，以6:5逆轉獲勝，這同時也是天使隊史上最大的季後賽逆轉勝。最後天使在第七場比賽中將士用命，以4:1獲勝，辛苦地拿下成軍四十二年來首座世界大賽冠軍的獎盃。
天使三壘手葛勞斯（Troy Glaus）以優異的長打火力拿下世界大賽最有價值球員MVP。當時年僅二十歲的菜鳥救援投手法蘭西斯科·羅德里奎茲在整個季後賽拿下五場勝投，追平了紀錄，而他之前從未拿下任何一場大聯盟比賽的勝投。天使另一位年輕的先發投手約翰·雷基則成了九十三年來第一個在世界大賽第七場獲勝的菜鳥。

#### 勇猛頑強逆轉猴
天使在2001年球季時創造了一個非官方的吉祥物：逆轉猴（Rally Monkey）。一切的起源是天使球場的工作人員在一場以3:6落後給巨人的比賽時開的小玩笑。他們趁著換投手的空檔，在球場的大螢幕上放了一段來自電影「王牌威龍」（Ace Ventura: Pet Detective）的片段，一隻猴子在螢幕裡跳上跳下，而工作人員打出了一行字幕：Rally Monkey。天使最後贏了那場比賽，也開啟了一段瘋狂逆轉的傳說，特別是2002年世界大賽第六場比賽。

#### 新老闆
2003年五月十五日，財務狀況欠佳的迪士尼公司將天使的經營權出售給一個來自鳳凰城的廣告業鉅子莫雷諾（Arturo "Arte" Moreno）。這樁交易使得天使成了第一個由西語裔老闆所掌控的美國職業球隊，也代表迪士尼公司從職業運動的領域開始全面撤退的信號。迪士尼公司在兩年後又售出了旗下的另外一支職業球隊安納罕神奇鴨（Mighty Ducks of Anaheim）的經營權。

#### 球場再次改名
天使的主場在以安納罕愛迪生國際球場運作了七年之後，於2003年再次更名。新的名字叫做安那罕天使球場，通常就簡稱天使球場。不過同樣地，它最早的名稱，也就是安納罕球場，仍然在很多地方被很多當地人使用。根據現任天使經營高層的說法，短時間內球場的名稱不會再有更動。惟這幾年來，安納罕市政府對於安納罕的字眼常常被刻意忽略，而感到有些不是滋味。

#### 球隊也再次改名
2005年1月3日，握有天使經營權的天使棒球股份有限公司（Angels Baseball, L. P.）宣佈將球隊的名稱由安納罕天使（Anaheim Angels）更名為洛杉磯安那罕天使（Los Angeles Angels of Anaheim）。根據2005年天使隊的媒體指南中提到：
“天使隊創立之初就是以洛杉磯作為屬地，而且這個舉動有助於讓世人了解天使隊是美國聯盟在大洛杉磯地區的代表球隊。”

天使經營階層的這項舉動激怒了安納罕市政府，後者不接受天使隊的解釋，並且提起違約的訴訟。另一方面，洛杉磯道奇也不認同天使的作法，主要原因是害怕天使隊重新回到洛杉磯市和他們爭食球迷的市場。在2006年二月九日，法院宣判天使勝訴，可以繼續使用新的隊名。
從官司纏訟中脫身的天使自此更是大張旗鼓地進攻洛杉磯市場，他們在洛杉磯放置了大約五百幅的廣告，上面印有天使的隊徽以及「天使之城」（City of ANGELS）的字樣。道奇隊不甘示弱，同樣的使用大量的看板還擊，強調道奇隊才是洛杉磯的正統代表（Los Angeles Dodgers of Los Angeles），在2005年開季時還特別大肆宣傳這個口號。
道奇在大聯盟官方即使確認了天使的屬地已正式改為洛杉磯後，於高速公路大戰時還繼續使用安納罕天使來稱呼他們的鄰居，道奇球場記分板上給天使的簡寫仍然是代表安納罕的ANA，而非代表洛杉磯的LAA。其它大聯盟球隊則是已經從善如流，以洛杉磯的代表球隊來看待天使了。
天使隊更換屬地的作法讓部分橘郡的球迷感到非常沮喪，這些球迷認為橘郡和洛杉磯郡是不同的地方，兩者並無直接關聯。一般認為，橘郡和洛杉磯郡之間存在著許多根本差異，包括經濟上（橘郡集中新興高科技產業，而洛郡則包含金融服務業、工業、運輸物流業和休閒娛樂產業）、社會上（橘郡一般多為白人及亞裔中產階級家庭聚居，而洛郡的人口組成較為多元、複雜），甚至是政治上（橘郡一直是共和黨票倉，而洛郡是民主黨大本營）。所以有些球迷曾經建議來自亞利桑那的天使老闆莫雷諾不要淌這趟渾水。在更名風波發生的期間，有部分天使隊的宣傳看板被反對更名的球迷破壞。
自從法庭上的攻防戰結束後，球迷間有組織的抗議行動也逐漸平息了下來。

後來，經過協商後，隊名登錄在大聯盟的名稱改為洛杉磯安納罕天使（Los Angeles Angels of Anaheim），持續到2016年，大聯盟官方亦正式將天使隊的隊名簡化為現時的洛杉磯天使（Los Angeles Angels），從此不再使用安納罕。

### 近年來的成就
2004年球季，天使從自由球員市場高薪禮聘的弗拉迪米爾·葛雷諾（Vladimir Guerrero）率領天使奪得隊史第四座美聯西區冠軍的貢獻，獲選為該年度的美國聯盟最有價值球員（MVP）。該年球季天使在球季結束前演出非常驚人的大逆轉，把領先了半季的宿敵奧克蘭運動家在正規賽季的倒數第二場比賽拉下馬而封王。然而天使在這一年的季後賽中被波士頓紅襪以3-0橫掃，紅襪也一吐八十六年未能在世界大賽獲勝的怨氣，在驚滔駭浪中封王。
2005年球季，天使是美國聯盟第一支拿下分區冠軍的球隊，當時距離球季結束還有五場比賽。在季後賽第一輪中，天使以3-2力克紐約洋基隊，只可惜在美聯冠軍系列賽中以1-4不敵投打實力堅強，後來贏得，世界大賽冠軍的芝加哥白襪。這一年天使隊的王牌投手巴特羅·柯隆（Bartolo Colón）以21勝8負的成績，拿下美國聯盟賽揚獎。這是隊史上第二位獲得這項殊榮的選手，距離上次錢斯得獎已經有四十一年之久。
2006年天使未能繼續他們在美聯西區的霸業，結束了從2004年開始的衛冕之旅。雖然結局令人沮喪，但是天使仍然創下了隊史上最好的連續三個球季。天使老闆莫雷諾在確定與季後賽無緣後也宣誓球季後天使隊的陣容將有很大的變動。一般認為天使可能交易的對象包括了卡洛斯·李（Carlos Lee）、米格爾·特哈達（Miguel Tejada）、阿拉彌士·拉米瑞茲（Aramis Ramírez），甚至公認當代最好的球員之一，洋基的艾力士·羅德里奎茲（Alex Rodriguez）都成了可能的交易對象。 （页面存档备份，存于）
雖然天使隊在2006年未能打進十月份的秋季經典，但是個人方面的成就也多有斬獲。天使終結者「K-Rod」羅德里奎茲以47次救援成功刷新隊史紀錄，而且他也成為史上最年輕達成100次救援成功的投手。天使的王牌中繼投手史考特·謝爾茲（Scot Shields）以31個中繼點領先美國聯盟，在投球局數也以87.2局位居美聯第二。快腿西恩·菲金斯（Chone Figgins）以52次盜壘成功在美國聯盟排名第二。而超級菜鳥傑瑞·威佛（Jered Weaver）則是以九連勝追平了懷提·福特（Whitey Ford）所保持的美國聯盟新人投手初登板連勝紀錄。

### 2009年
2009年的天使，在季初表現並不佳，一度是分區墊底，後來在打出好的戰績以後，最後順利拿下美聯西區冠軍。在季後賽天使首輪要碰上的對手是連續3年都碰到的紅襪，前2年天使都被紅襪淘汰，但今年卻截然不同。第1戰天使先發投手由約翰·雷基碰上紅襪的喬恩·萊斯特，雷基主投7局0失分，最後以5：0贏球。而第2戰先發投手為傑瑞·威佛對上在季後賽表現優異的賈許·貝基特，但貝基特這兩年的狀況卻不理想，完全沒有以往壓制對手的能力，最後天使順利以4：1拿下勝利，帶著2勝0敗到芬威球場進行第3戰。紅襪在退無可退的情況下，在自己家裡由克雷·布克霍爾茲先發，沒有派松阪大輔先發。原本在8局結束以後紅襪以6：4領先，而由紅襪在季後賽尚未失分的終結者喬納森·派柏邦投第9局，但沒想到在2出局以後，天使接連敲出安打，最後連得3分逆轉戰局，順利以3：0淘汰掉紅襪，這也是天使第一次在季後賽淘汰紅襪，順利飛進美聯冠軍賽。
美聯冠軍賽天使要碰上的對手是美聯第一種子紐約洋基，以往在季後賽天使都順利淘汰掉洋基，外界普遍認為天使有機會飛入世界大賽，但在第1戰，天使卻出現幾個關鍵的失誤，加上C.C.沙巴西亞優異的投球（8局失1分），最後輸掉第1戰。第二場比賽對天使隊來說非常重要，希望能扳成1：1平手局面，再回到自己主場比賽。此戰雙方在9局結束打成0：0平手局面，之後天使在延長賽從洋基救援投手阿爾弗雷多·阿瑟維斯攻下1分，下個半局派上終結者布萊恩·弗恩特斯，但是卻在面對首位打者艾力士·羅德里奎茲被擊出追平分的陽春全壘打，救援失敗。最後球隊出現再見失誤，輸掉第2戰。在回到自己主場的3場比賽中，天使隊拿下2勝1敗的成績，而能將比賽繼續帶到紐約進行，繼續進行美聯冠軍賽第6戰，但第6場先發投手喬·桑德斯表現不理想，最後以2：5輸掉比賽，讓洋基獲得美聯冠軍，這也是在季後賽首次被洋基淘汰。天使在美聯冠軍戰折翼的最大問題，是出現太多的失誤，而且都造成傷害，才無法進入到世界大賽。

### 2014年：睽違5年的分區冠軍
进入2014年的天使，在揭幕战对西雅图水手的比赛中被三场横扫，创造了近5年来最差的主场揭幕系列赛。
4月22日在客场对战华盛顿国民的比赛中，一垒手亞伯特·普荷斯击出了職業生涯的第500轟，成为队史第二人。而由于同区对手德州遊騎兵赛季初的伤病困扰，天使从5月起一直牢牢的占据美联西区第二的位置，并且在8月18日客场4:2战胜波士顿红袜之后在美联西区排名上将奥克兰运动家擠下。
8月31日，天使主场8:1击败运动家并且系列赛4戰橫掃，将和运动家的胜场差拉开到5场。
9月17日，已經確定進行入季後賽的天使在主場5:0完封水手，並靠著遊騎兵打敗運動家，奪回失去5年的分區冠軍。
但在ALDS由于核心打線状态低迷，被29年未进季后赛的堪薩斯市皇家直落三橫掃出局。

### 2018年：奇才降臨，積極補強
2017年球季結束後，大谷翔平透過入札制度挑戰大聯盟，引發各路勁旅搶人，不過這位二刀流奇才先是刪除掉美東選項，最終在12月9日確定降臨天使。而除了大谷外，天使先後簽下Justin Upton（5年1.06億美元）和紅人游擊手Zack Cozart（3年合約3800萬美元），並以2名農場新秀（Troy Montgomery與Wilkel Hernandez）為籌碼，獲得老虎明星二壘手Ian Kinsler，補上先發陣容最後一塊拼圖。
開季後，在大谷翔平各種強投豪打的援助下，天使彷彿變身為六翼熾天使，一度將衛冕軍太空人甩在後頭。不過隨著大谷翔平遭到紅襪首局首打席全壘打後，天使開始往凡間墮落，隨後更發現他的手肘出現棘手的傷勢，讓天使的戰情雪上加霜，連外卡也漸行漸遠，只能在季中將合約年的Martín Maldonado與剛簽進來的Ian Kinsler分別送到太空人與紅襪換新秀。
雖然大谷翔平先以打者身分復出，9月更成功以投手身分回歸，依然無力改變天使出局的命運。Mike Scioscia在天使例行賽最終戰擊敗運動家後正式宣布2019賽季不會再擔任天使總教練，確定結束了長達19年在天使球團的工作。

### 2019年
天使球團宣布，將聘請前老虎總教練Brad Ausmus擔任明年的總教頭，然而不但投手陣容不齊，外加史凱格斯先發後2天，他被發現陳屍在德州南湖的飯店房間裡，得年僅27歲（後來警方在對史凱格斯進行驗屍後發現他是因為藥物使用過量而猝死），加上大谷翔平治療先天性髕骨分裂的問題而進行左膝手術和「鱒魚」楚奧特（Mike Trout）右腳罹患神經瘤相繼整季報銷，老早確定連續5年無緣晉級季後賽，天使球團正式宣布，開除總教練Brad Ausmus。

### 2020年
2019年10月17日，喬·梅登確定以3年1200萬合約重返天使。
新冠疫情大爆發，一度讓2020年賽季面臨被取消，不過最終仍在夏季重開機。例行賽縮水至60場，季後賽開出15取8，無奈天使依舊欲振乏力，連續6年無緣季後賽。而當家球星Mike Trout大聯盟10年生涯，甚至還沒享受過季後賽贏球的滋味。

### 2021年
2020年9月28日，天使決定開除總經理比利·愛普勒（Billy Eppler)，11月17日，天使聘請勇士助理總經理米納斯安（Perry Minasian)接替被開除的總經理比利·愛普勒（Billy Eppler)

### 2022年：虎頭豹尾羸弱身
2022年，天使開季表現精彩，一度攻佔美聯西區榜首，與洋基、道奇、大都會形成4個大城市球團領跑的遙相輝映。
但進到5月天使卻開始後繼乏力，先是被太空人超車並揚長而去，接著5月25日開始更被打回原形，一波14連敗（期間對戰遊騎兵、藍鳥、洋基、費城人、紅襪）超越34年前最慘紀錄，神鱒Mike Trout在這之中最高長達26個打席沒有安打，也讓梅登在6月8日被天使官宣下台，三壘教練Phil Nevin擔任臨時總教練。
雖然天使終止14連敗，不過隨後又陷入了低谷，其中最慘的是同年7月當中24場比賽中只贏了6場，等到他們重新打出高潮已經是9月最後一個禮拜的季末了。
9月19日，天使主場1：9不敵水手，連續8年無緣季後賽。在水手風光前進季後賽的同時，與老虎並列MLB現階段最慘。不過球隊仍宣布續留代理總教練Phil Nevin，雙方將簽下一年合約，這也是他生涯首度獲得大聯盟主帥合約。

### 2023年
本季是大谷翔平與天使隊的最後一年合約，不少球評記者在季前猜測天使可能會尋求交易大谷以換取新秀，但總管Perry Minasian與老闆Arte一再否認會交易大谷。
大谷自世界棒球經典賽歸隊後，多次向媒體表示自己渴望勝利，不喜歡輸球的感覺，希望與隊友攜手打進季後賽。然而天使在季前便飽受傷兵困擾，礙於團隊薪資上限，未能對陣容作太多補強，明星三壘手倫多與內野工具人厄薛拉相繼進入傷兵名單，老大哥楚奧特狀況時好時壞，因此球隊戰績始終處於不上不下的狀態。
去年與費城人的交易案中獲得的新秀米奇穆尼亞克，與菜鳥扎克·尼圖相繼為球隊作出貢獻，再加上大谷在攻守端繳出超人數據，六月份的天使仍保有外卡競爭之列。但外界仍不看好天使能在強敵環伺的美聯西區脫穎而出，因此天使是否會在731大限前交易大谷，成了自由市場最熱門的話題。直到大限截止，總管與老闆再次重申不會交易大谷，但會以大谷為核心盡可能打造一支能前進季後賽的隊伍。
然而事實正好相反，天使在季中補強後，繳出8勝22負的難堪成績，補強後的戰績為全聯盟墊底，八月初迎來的七連敗更是被水手超車，早早退出外卡競爭之列。更為雪上加霜的是大谷的受傷，在一場面對紅人的比賽，大谷僅投了一局便退場，賽後檢查是韌帶撕裂傷，教練團宣布大谷本季將不再投球。大谷隨後接受韌帶置換手術，缺席了九月份的比賽，亦宣告天使再次無緣季後賽。球季結束後球隊宣布不與總教練Phil Nevin續約。
11月9日，天使最終選擇前德州遊騎兵總教練羅恩·華盛頓擔任該隊總教練。

## 歷年戰績
| 年份       | 隊名             | 勝敗       | 勝率  | 名次                 | 季後賽成績 |
| ---------- | ---------------- | ---------- | ----- | -------------------- | --- |
| 1961年     | 洛杉磯天使       | 70-91      | .435  | 美聯第八             | |
| 1962年     | 洛杉磯天使       | 86-76      | .531  | 美聯第三             | |
| 1963年     | 洛杉磯天使       | 70-91      | .435  | 美聯第九             | |
| 1964年     | 洛杉磯天使       | 82-80      | .506  | 美聯第五             | |
| 1965年     | 加利福尼亞天使   | 75-87      | .463  | 美聯第七             | |
| 1966年     | 加利福尼亞天使   | 80-82      | .494  | 美聯第六             | |
| 1967年     | 加利福尼亞天使   | 84-77      | .522  | 美聯第五             | |
| 1968年     | 加利福尼亞天使   | 67-95      | .414  | 美聯第八（並列）     | |
| 1969年     | 加利福尼亞天使   | 71-91      | .438  | 美聯西區第三         | |
| 1970年     | 加利福尼亞天使   | 86-76      | .531  | 美聯西區第三         | |
| 1971年     | 加利福尼亞天使   | 76-86      | .469  | 美聯西區第四         | |
| 1972年     | 加利福尼亞天使   | 75-80      | .484  | 美聯西區第五         | |
| 1973年     | 加利福尼亞天使   | 79-83      | .488  | 美聯西區第四         | |
| 1974年     | 加利福尼亞天使   | 68-94      | .420  | 美聯西區第六         | |
| 1975年     | 加利福尼亞天使   | 72-89      | .447  | 美聯西區第六         | |
| 1976年     | 加利福尼亞天使   | 76-86      | .469  | 美聯西區第四（並列） | |
| 1977年     | 加利福尼亞天使   | 74-88      | .457  | 美聯西區第五         | |
| 1978年     | 加利福尼亞天使   | 87-75      | .537  | 美聯西區第二（並列） | |
| 1979年     | 加利福尼亞天使   | 88-74      | .543  | 美聯西區第一         | 美聯冠軍戰以1勝3負敗給巴爾的摩金鶯隊                                                                           |
| 1980年     | 加利福尼亞天使   | 65-95      | .406  | 美聯西區第六         | |
| 1981年※    | 加利福尼亞天使   | 51-59      | .464  | 美聯西區第七         | |
| 1982年     | 加利福尼亞天使   | 93-69      | .574  | 美聯西區第一         | 美聯冠軍戰以2勝3負敗給密爾瓦基釀酒人隊                                                                         |
| 1983年     | 加利福尼亞天使   | 70-92      | .432  | 美聯西區第五         | |
| 1984年     | 加利福尼亞天使   | 81-81      | .500  | 美聯西區第二（並列） | |
| 1985年     | 加利福尼亞天使   | 90-72      | .556  | 美聯西區第二         | |
| 1986年     | 加利福尼亞天使   | 92-70      | .568  | 美聯西區第一         | 美聯冠軍戰以3勝4負敗給波士頓紅襪隊                                                                             |
| 1987年     | 加利福尼亞天使   | 75-87      | .463  | 美聯西區第六（並列） | |
| 1988年     | 加利福尼亞天使   | 75-87      | .463  | 美聯西區第四         | |
| 1989年     | 加利福尼亞天使   | 91-71      | .562  | 美聯西區第三         | |
| 1990年     | 加利福尼亞天使   | 80-82      | .494  | 美聯西區第四         | |
| 1991年     | 加利福尼亞天使   | 81-81      | .500  | 美聯西區第七         | |
| 1992年     | 加利福尼亞天使   | 72-90      | .444  | 美聯西區第五（並列） | |
| 1993年     | 加利福尼亞天使   | 71-91      | .438  | 美聯西區第五（並列） | |
| 1994年※※   | 加利福尼亞天使   | 47-68      | .409  | 美聯西區第四         | |
| 1995年※※※  | 加利福尼亞天使   | 78-67      | .538  | 美聯西區第二         | |
| 1996年     | 加利福尼亞天使   | 70-91      | .435  | 美聯西區第四         | |
| 1997年     | 安那罕天使       | 84-78      | .519  | 美聯西區第二         | |
| 1998年     | 安那罕天使       | 85-77      | .525  | 美聯西區第二         | |
| 1999年     | 安那罕天使       | 70-92      | .432  | 美聯西區第四         | |
| 2000年     | 安那罕天使       | 82-80      | .506  | 美聯西區第三         | |
| 2001年     | 安那罕天使       | 75-87      | .463  | 美聯西區第三         | |
| 2002年     | 安那罕天使       | 99-63      | .611  | 美聯西區第二#        | 美聯分區賽以3勝1負擊敗紐約洋基 美聯冠軍賽以4勝1負擊敗明尼蘇達雙城 贏得世界大賽冠軍（以4勝3負擊敗舊金山巨人隊） |
| 2003年     | 安那罕天使       | 77-85      | .475  | 美聯西區第三         | |
| 2004年     | 安那罕天使       | 92-70      | .568  | 美聯西區第一         | 美聯分區賽以0勝3負敗給波士頓紅襪隊                                                                             |
| 2005年     | 洛杉磯安那罕天使 | 95-67      | .586  | 美聯西區第一         | 美聯分區賽以3勝1負擊敗紐約洋基 美聯冠軍賽以1勝4負敗給芝加哥白襪隊                                              |
| 2006年     | 洛杉磯安那罕天使 | 89-73      | .549  | 美聯西區第二         | |
| 2007年     | 洛杉磯安那罕天使 | 94-68      | .580  | 美聯西區第一         | 美聯分區賽以0勝3負敗給波士頓紅襪隊                                                                             |
| 2008年     | 洛杉磯安那罕天使 | 100-62     | .617  | 美聯西區第一         | 美聯分區賽以1勝3負敗給波士頓紅襪隊                                                                             |
| 2009年     | 洛杉磯安那罕天使 | 97-65      | .586  | 美聯西區第一         | 美聯分區賽以3勝0負擊敗波士頓紅襪 美聯冠軍賽以2勝4負敗給紐約洋基隊                                              |
| 2010年     | 洛杉磯安那罕天使 | 80-82      | .494  | 美聯西區第三         | |
| 2011年     | 洛杉磯安那罕天使 | 86-76      | .531  | 美聯西區第二         | |
| 2012年     | 洛杉磯安那罕天使 | 89-73      | .549  | 美聯西區第三         | |
| 2013年     | 洛杉磯安那罕天使 | 78-84      | .481  | 美聯西區第三         | |
| 2014年     | 洛杉磯安那罕天使 | 98-64      | .605  | 美聯西區第一         | 美聯分區賽以0勝3負敗給堪薩斯市皇家隊                                                                           |
| 2015年     | 洛杉磯安那罕天使 | 85-77      | .525  | 美聯西區第三         | |
| 2016年     | 洛杉磯天使       | 74-88      | .457  | 美聯西區第四         | |
| 2017年     | 洛杉磯天使       | 80-82      | .494  | 美聯西區第二         | |
| 2018年     | 洛杉磯天使       | 80-82      | .494  | 美聯西區第四         | |
| 2019年     | 洛杉磯天使       | 72-90      | .444  | 美聯西區第四         | |
| 2020年※※※※ | 洛杉磯天使       | 26-34      | .433  | 美聯西區第四         | |
| 2021年     | 洛杉磯天使       | 77-85      | .475  | 美聯西區第四         | |
| 2022年     | 洛杉磯天使       | 73-89      | .451  | 美聯西區第三         | |
| 2023年     | 洛杉磯天使       | 73-89      | .451  | 美聯西區第四         | |
| 2024年     | 洛杉磯天使       | 63-99      | .389  | 美聯西區第五         | |
| 總計       | 63 季            | 5021-5115† | .495† |                      | 季後賽戰績27-36 （.429） 1次美國聯盟冠軍 1次世界大賽冠軍                                                       |

#以外卡資格進入季後賽

†2024年9月30日
※1981年季賽受罷工影響，故球季分上下半季實施，而季後賽對戰也以四支球隊進行;戰績排名則以整年度計算。

※※1994年賽季受大罷工影響，故無法打完整季，也無法舉行季後賽及世界大賽。

※※※1995年賽季，受到1994年大罷工影響，故球季從4/25才展開。
※※※※2020賽季受嚴重特殊傳染性肺炎大流行影響，故球季從7/23才展開，同時整季僅進行60場比賽，也是最少賽程的一年，季後賽制度也僅在這賽季以15支球取8支球隊模式進行，隔季恢復原制度。

## 簡明版球隊資訊
創立年份：1961年 (美國聯盟擴編)
使用過的隊名：
- 洛杉磯天使隊  （1961年至1965年9月1日）
- 加利福尼亞天使隊 （1965年9月2日至1996年11月18日）
- 安那罕天使隊  （1996年11月19日至2004年1月2日）
- 洛杉磯安那罕天使隊  （2005年至2015年）

主城市：橘郡安那罕
主場：安那罕天使球場
主場使用過的名稱：
- 安那罕球場（1966年至1997年）
- 愛迪森球場（1997年至2003年12月9日）

使用過的主場：
- 查維斯山谷/道奇球場（Chavez Ravine/Dodgers Stadium）
- 萊格里球場（Wrigley Field）

制服顏色：紅色、深紅、海軍藍、銀色
球團所有人：亞提·莫雷諾（Arte Moreno）
球團總經理：比爾·史東曼（Bill Stoneman）
總教練：Vacant
世仇：洛杉磯道奇、紐約洋基、德州遊騎兵
季後賽次數：(9次)。1979年、1982年、1986年、2002年、2004年~2005年、2007年~2009年
分區冠軍：(8次)。1979年、1982年、1986年、2004年~2005年、2007年~2009年、2014年
外卡資格：(1次)。2002年
聯盟冠軍：(1次)。2002年
世界大賽冠軍：(1次)。2002年
地區轉播單位：福斯運動網西岸台（FSN West）、FSN Prime Ticket、KCOP（MyNetworkTV）、KTTV（FOX）、AM 830 KLAA
春訓基地：亞利桑那天普魔鬼球場。

## 棒球名人堂球員
天使隊的名人堂選手
弗拉迪米爾·葛雷諾
|  |

以下是球員生涯曾經在天使隊待過的名人堂球員
| 以下一併列出這些球員在天使隊的期間，以及他們進入名人堂的身分。 |

- 羅德·卡魯 （1979年-1985年） 明尼蘇達雙城
- 瑞吉·傑克森 （1982年-1986年） 紐約洋基
- 艾迪·莫瑞 （1997年） 巴爾的摩金鶯
- 法蘭克·羅賓森 （1973年-1974年） 巴爾的摩金鶯
- 諾蘭·萊恩* （1972年-1979年） 德州遊騎兵
- 唐·薩頓 （1985年-1987年） 洛杉磯道奇
- Hoyt Wilhelm （1969年） 紐約巨人
- 戴夫·溫菲爾德 （1990年-1991年） 聖地牙哥教士

|* 生涯在天使隊的時間比其他球隊都長

## 退休球衣背號
| Jim Fregosi 游擊手: 1961–71；總教練: 1978–81 1998.08.01 | 金·奧崔 球隊創辦人 1960-96 1982.10.03 | 羅德·卡魯 一壘手1979-85; 教練 1992-99 1986.08.12 | 諾蘭·萊恩 投手 1972-79 1992.06.16 | 傑基·羅賓森 各隊退休紀念 1995.08.02 | Jimmie Reese 教練 1972-94 1997.04.15 |

註：奧崔的背號選為26號的意義象徵著他是球隊的「第26位球員」

## 最新隊職員名單

### 球團管理部門
| 姓名          | 職稱                                                                |
| ------------- | ------------------------------------------------------------------- |
| 亞提·莫雷諾   | 球團所有者 (Owner)                                                  |
| 丹尼斯·克爾   | 球團總裁 (President)                                                |
| 比爾·比佛拉吉 | 球團財務長 (Chief Financial Officer)                                |
| 約翰·卡比諾   | 球團資深市場暨行銷副總裁 (Senior Vice President, Sales & Marketing) |
| 比爾·史東曼   | 球團副總裁兼總經理 (Vice President & General Manager)               |
| 提姆·密德     | 球團通訊副總裁 (Vice President, Communcations)                      |
| 茉莉·泰勒     | 球團財務副總裁 (Vice President, Finance)                            |
| 肯·佛許       | 球團副總經理 (Assitant General Manager)                             |
| 艾迪·班恩     | 球團球探部協理 (Director, Scouting)                                 |
| 湯尼·雷金斯   | 球團球員發展部協理 (Director, Player Development)                   |
| 路易斯·尤孔   | 球團醫療中心主任 (Medical Director)                                 |

註：大聯盟規定每年九月一日起，每支球隊的選手人數可以從原本的25人擴編成40人。

## 隊史冠軍紀錄
| 世界大賽冠軍         |                      |                       |
| 前任: 亞利桑那響尾蛇 | 2002年               | 後任 : 佛羅里達馬林魚 |
| 美國聯盟冠軍         |                      |                       |
| 前任: 紐約洋基       | 2002年               | 後任 : 紐約洋基       |
| 美國聯盟西區冠軍     |                      |                       |
| 前任: 奧克蘭運動家   | 2014年               | 後任 : 現任           |
| 前任: 奧克蘭運動家   | 2007年 2008年 2009年 | 後任 : 德州遊騎兵     |
| 前任: 奧克蘭運動家   | 2004年—2005年        | 後任 : 奧克蘭運動家   |
| 前任: 堪薩斯市皇家   | 1986年               | 後任: 明尼蘇達雙城    |
| 前任: 奧克蘭運動家   | 1982年               | 後任 : 芝加哥白襪     |
| 前任: 堪薩斯市皇家   | 1979年               | 後任 : 堪薩斯市皇家   |
| 美國聯盟外卡         |                      |                       |
| 前任: 奧克蘭運動家   | 2002年               | 後任 : 波士頓紅襪     |

## 附屬小聯盟球隊
- AAA：鹽湖城蜜蜂（Salt Lake Bees），隸屬於太平洋海岸聯盟（Pacific Coast League）
- AA：阿肯色旅行者（Arkansas Travelers），隸屬於德克薩斯聯盟（Texas League）
- 高階A：內陸帝國區聖伯納汀諾66人（Inland Empire 66ers of San Bernardino），隸屬於加利福尼亞聯盟（California League）
- A：洋杉激流麥粒（Cedar Rapids Kernels），隸屬於中西聯盟（Midwest League）
- 新秀：歐仁貓頭鷹（Orem Owlz），隸屬於先鋒聯盟（Pioneer League）
- 新秀：亞利桑那天使（AZL-Angels），隸屬於亞利桑那夏季聯盟（Arizona League）
- 新秀: 多明尼加天使 (DSL-Angels), 隸屬於多明尼加夏季聯盟 (Dominican Summer League)

## 延伸閱讀
- 洛杉磯安那罕天使隊選手聯盟獎項得主|天使球員得獎全紀錄
- 安那罕洛杉磯天使隊史成績
- 安那罕洛杉磯天使球賽轉播單位
- 安那罕洛杉磯天使歷任經營者與總教練|天使歷任老闆與總教頭
- 美國西岸職業球隊命名混肴個案

## 外部連結
- 洛杉磯天使官方網站 （页面存档备份，存于）（英文）
- 洛杉磯天使的Facebook專頁
- 洛杉磯天使的Instagram帳戶
- 洛杉磯天使的X（前Twitter）
- YouTube上的洛杉磯天使頻道
- 洛杉磯天使在台灣棒球維基館上的頁面（繁體中文）

| 獎項                  | 獎項              | 獎項                  |
| --------------------- | ----------------- | --------------------- |
| 前任： 亞利桑那響尾蛇 | 世界大賽冠軍 2002 | 繼任： 佛羅里達馬林魚 |